# Джордж Стивънсън
Джордж Стивънсън (среща се и като Стефенсон) (на английски: George Stephenson) е английски изобретател, който полага основите на парния железопътен транспорт.
Световна известност му носи изобретеният от него парен локомотив. Смята се за един от „бащите“ на железните пътища. Стивънсън е предложил да се използват железни релси (вместо чугунени), а подложките, които по-нататък се превръщат в траверси, да са дървени.
През 1814 г. построява парния локомотив „Blücher“, наречен така в чест на пруския генерал Гебхард Леберехт фон Блюхер (нем. Gebhard Leberecht von Blücher), прославил се с победата си в битката с Наполеон при Ватерло. После построява други по-съвършени локомотиви. През 1823 г. е главен инженер на жп линията Стоктън-Дарлингтън, открита през 1825 г. В Нюкасъл основава локомотивен завод. За намиране на най-добрия локомотив компанията Ливърпул-Манчестър прави конкурс през 1829 г., печели локомотивът на Стивънсън „Rocket“ с мощност 13 конски сили и развиващ 23 km/h с определения товар.
Приетата от Стивънсън широчина на релсите от 1435 mm е най-разпространената в Европа и до днес е стандарт за железните пътища в много страни по света.

## Памет
На Стефансон е наречена улица в квартал „Триъгълника-Надежда“ в София (Карта).